# SN 2003gm
SN 2003gm – niepotwierdzona supernowa typu II? odkryta 6 lipca 2003 roku w galaktyce NGC 5334. W momencie odkrycia miała maksymalną jasność 17,00m.